# محمد سهوان
محمد سهوان (17 مارس 1989) لاعب كرة قدم بحريني يلعب حاليا لصالح نادي الدرجة الأولى النجمة البحريني في مركز الوسط المهاجم من 2016.

## الإنجازات
- كأس ملك البحرين (1): 2014